# Запорожець (Синельниківський район)
Запоро́жець — село в Україні, у Синельниківському районі Дніпропетровської області. Входить до складу Раївської сільської громади. Населення за переписом 2001 року становить 44 особи. До 2017 року орган місцевого самоврядування - Новогнідська сільська рада.

## Історія
12 червня 2020 року, відповідно до розпорядження Кабінету Міністрів України № 709-р від «Про визначення адміністративних центрів та затвердження територій територіальних громад Дніпропетровської області», увійшло до складу Раївської сільської громади.
19 липня 2020 року, в результаті адміністративно-територіальної реформи та ліквідації   Синельниківського (1923—2020) району, село увійшло до складу новоутвореного Синельниківського району.

## Географія
Село Запорожець знаходиться на лівому березі річки Дніпро, вище за течією на відстані 2 км розташоване село Грушувато-Криничне, нижче за течією на відстані 3 км розташоване село Василівка-на-Дніпрі, на протилежному березі - село Олексіївка (Дніпровськийрайон).

## Інтернет-посилання
- Погода в селі Запорожець [Архівовано 20 грудня 2011 у Wayback Machine.]